# Nástrojař
Nástrojař je řemeslník, který vyrábí nástroje určené pro průmyslovou, zejména strojírenskou výrobu, například lisovací nástroje, formy a přípravky. Může pracovat buď samostatně, anebo častěji v nástrojárnách výrobních podniků.
Někdy se nástrojařem míní také výrobce hudebních nástrojů, vyjma smyčcových.

## Původ
Sériová a hromadná průmyslová výroba si nemůže vystačit s jednoduchými nástroji (pilník, vrták) a univerzálními stroji (soustruh, frézka), ale potřebuje složitější speciální nástroje, které produkci urychlují, zpřesňují a tím i zlevňují. To se týká zejména lisování, které může být velmi rychlé a přitom nevyžaduje příliš kvalifikovanou pracovní sílu. Potřeba speciálních, často jednoúčelových lisovacích nástrojů, vstřikovacích forem na plastické hmoty nebo montážních přípravků si vynutila vznik samostatného oboru nástrojařství, který se rychle rozvíjí v souvislosti s novými technologiemi. V současné době se v nástrojařství běžně používají technologie elektrojiskrového obrábění, hloubení a řezání a mnoho dalších.

## Typické výrobky

Ohýbací nástroj v lisu

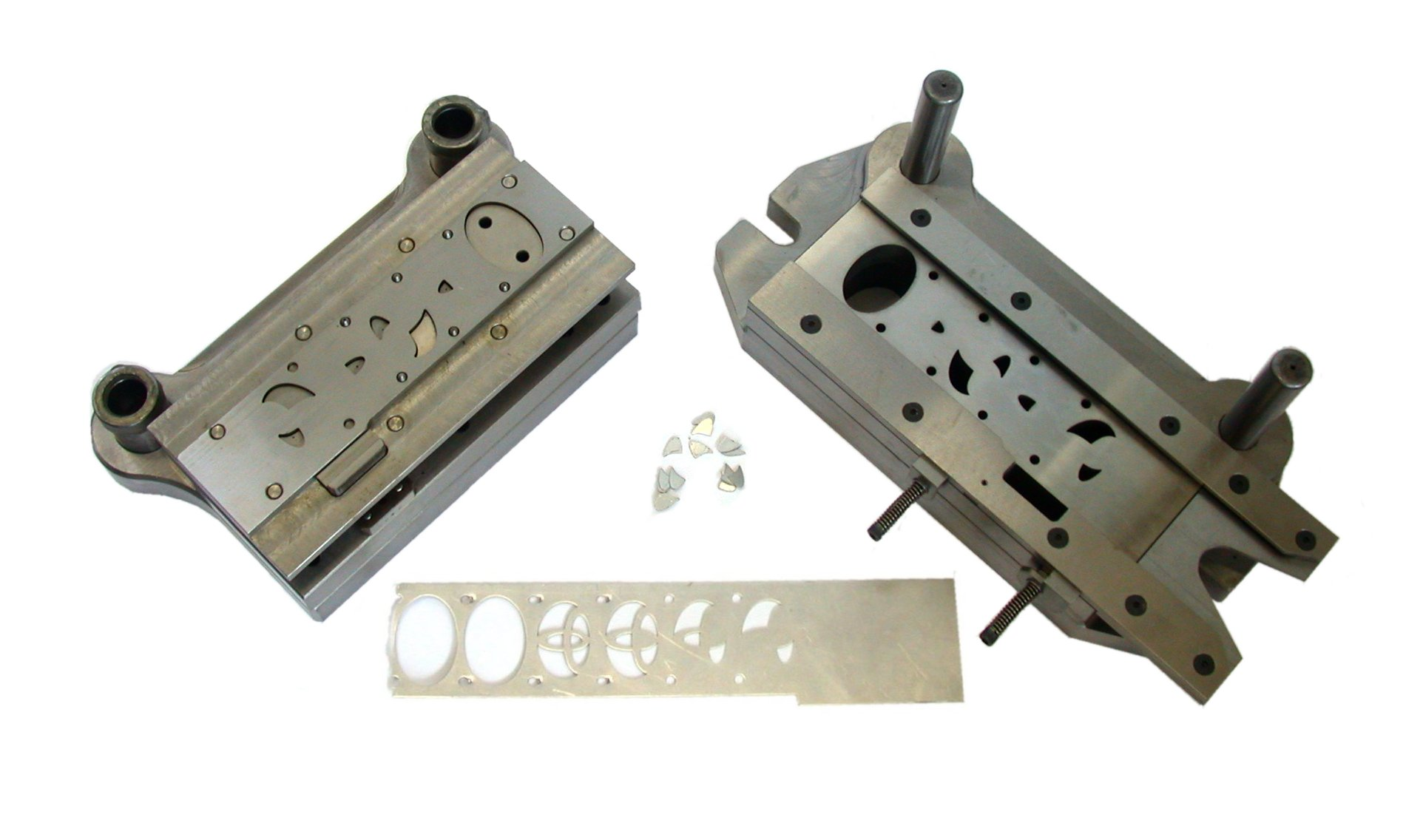
Pětikrokový postupový řez, vlevo patrice s razníky, vpravo matrice. Dole je pásek s otvory (znak Toyota) jak postupně vzniká při pohybu zprava doleva. Ostřižený dolní okraj pásku slouží v každém kroku jako zarážka.

Kontrolní měrka: levou stranou musí výrobek projít, pravou ne

- Lisovací nástroje tvoří nejčastěji základová deska a matrice čili pevná část, vůči níž se na přesném vedení kolíky pohybuje pracovní část (razník, patrice apod.)
  - Ohýbací nástroje, které vytvářejí rozvinutelné tvary z plechu nebo drátu.
  - Stříhací nástroje (řezy), které vystřihují z plochého materiálu (plech apod.) různě složité tvary. Střih se skládá ze základové desky (matrice) s otvory a z pohyblivého bloku s razníky, který je přesně veden kolíky. Razníky obvykle procházejí ještě pevnou stírací deskou, která svrchu přidržuje materiál, aby se z něho razníky mohly vyvléknout.
  - Tahové nástroje (tahy), které tvářejí plochý materiál do nerozvinutelných tvarů. V základní desce (matrici) je obvykle vyhlouben negativní tvar výrobku, kdežto pozitivní tvar je na razníku. Aby se materiál při tažení kolem razníku nevrásnil, přidržuje se pružně upevněným přidržovačem. Typicky se používají k výrobě částí automobilových karoserií, letadel atd.
  - Postupové nástroje slouží k výrobě drobnějších a složitých součástek, které vyžadují několik operací. Pásový materiál prochází nástrojem v několika krocích a nástroj na něm vykonává všechny operace najednou. Například na první pozici vystřihne otvory, na dalších provede různé tahy a na poslední se hotová součástka vystřihne z pásu.
- Formy slouží k výrobě složitě tvarovaných součástek vstřikováním plastických hmot, případně i přesným tlakovým litím kovů, skla apod.
  - Vstřikovací forma má dvě nebo více částí, které se přitisknou k sobě, pod tlakem se vstříkne materiál, po vychladnutí se forma otevře a výlisek se z ní vytlačí tenkými kolíky, tzv. vyhazovači. Formy mohou být extrémně složité (například na skříně a pouzdra) a jejich konstrukce je velmi náročná. Vyrábějí se dnes téměř výlučně elektrojiskrovým obráběním.
  - Formy pro lití za studena se používají pro hromadnou výrobu běžných hliníkových plechovek a dalších dutých součástí. V masivní matrici je mnoho negativních forem, do nichž se vloží špalíky kovu a velkým tlakem razníků se materiál vytlačí („vystříkne“) do mezery mezi razníkem a raznicí. Tak se vyrábějí hliníkové plechovky se sílou stěny jen 0,25 mm, jedním rázem se vyrobí až desítky plechovek najednou.
  - Zápustka je forma obvykle ze dvou částí a při zápustkovém kování se s její pomocí vyrábí součásti, které nelze, nebo jen velmi složitě vyrobit klasickým obráběním např. nadrozměrná ozubená kola a také polotovary různých řezných nástrojů, třeba kuchyňských nožů.
- Přípravky
  - Montážní přípravky slouží k přesnému vzájemnému umístění, případně i dočasnému upevnění dvou součástek, například při lepení, svařování, svrtávání atd.
  - Upínací přípravky slouží k přesnému a opakovatelnému upínání součástí při obrábění. Užívají se hlavně při upínání polotovarů složitých a nepravidelných tvarů.
  - Šablony slouží k přesnému vedení nástroje, například při vrtání.
  - Měrka je nástroj pro kontrolu správných rozměrů součástek.

## Technologie
Nástrojařské výrobky jsou obvykle velmi nákladné, složité a s velkými nároky na přesnost. Pro větší trvanlivost se vyrábějí z oceli a následně kalí. Vyráběly se nejprve ručně, řezáním, vrtáním, pilováním atd., později s použitím univerzálních obráběcích strojů. Pro nástrojařskou výrobu je to zejména frézka, hoblovka a obrážečka, rovinná i nástrojová bruska, souřadnicová vrtačka, pásová pila na kov, pilovačka a hrotový soustruh.
Tradiční postupy třískového obrábění však dnes vytlačuje elektrojiskrové obrábění. Formy se vyrábějí hloubením do kalených desek, ohybové nástroje elektrojiskrovým vyřezáváním atd. Protože jde o počítačem řízené (CNC) stroje, pracuje dnes nástrojař často s počítačem.

## Měření
Dnes stejně jako dříve musí být nástrojařské výrobky velmi přesné (na setiny, někdy i tisíciny milimetru). Proto používá nástrojař různých měřidel a měřících přístrojů, analogových i digitálních.

### Posuvné měřítko
Slouží primárně pro měření délek a vyrábí se s různými rozlišeními. U analogových provedení je to obvykle 0,1 mm ; 0,05 mm nebo 0,02 mm. U digitálních 0,01 mm.

### Mikrometrické měřidlo
Pro měření jak vnějších tak vnitřních rozměrů. Je přesnější než posuvné měřítko. Rozlišení obvykle 0,01 mm. Vyrábí se odstupňovány pro měření po 25 mm.

### Výškoměr
Určený pro měření různých výšek. Pro přesnou práci s ním musí být ustaveno na zcela rovném podkladu definujícím tzv. referenční nulu. K tomu se ve strojírenství nejčastěji používá příměrná deska, která je velmi přesně broušena a vyrábí se ze žuly nebo litiny. V digitálním provedení má tu výhodu, že lze v jakémkoliv místě vynulovat a zjistit tak přesný rozdíl dvou výšek bez nutnosti počítání.

### Hloubkoměr
Podobný jako posuvné měřítko, avšak určený jen a pouze pro měření hloubek. Oproti hloubkoměru na posuvném měřítku minimalizuje chybu měření. Jak v analogovém tak digitálním provedení je před měřením třeba nastavit referenční nula na zcela rovném podkladu.

### Dutinoměr
Používá se k měření vnitřních válcových rozměrů. Je to vlastně dutinový mikrometr. Vyrábí se dvoudotekové a třídotekové, odstupňované s různými pracovními rozsahy. Dotyky se dotknou povrchu a odečítáme naměřenou hodnotu. Rozlišení je obvykle 0,01 mm. U digitálního provedení až 0,001 mm.

### Úhloměr
Slouží pro měření vnějších a vnitřních úhlů. Pro přesnější odečítání naměřené hodnoty je v analogovém provedení obvykle vybaven lupou. Vyrábí se v několika různých provedeních, s uzavřeným stupňovým obloukem, dále s kruhem a dvěma rameny, jedním pevným a druhým pohyblivým a v digitálním provedení také sestávající pouze ze dvou ramen. Rozlišení je obvykle 10 úhlových vteřin tj. 0,003 úhlového stupně.

### Úhelník
Jednoduché měřidlo na měření nejčastěji pravého úhlu (tj. 90°), ale vyrábí se i v provedeních 45° nebo 60°. V provedení s příložníkem se používá k orýsování. Úhelník používáme ke kontrole kolmosti dvou ploch, např. při ručním řezání závitů kolmosti nástroje a plochy obrobku.

### Pravítko
Obvykle z nerezové oceli a povrchově kalené. Může sloužit k méně přesnému měření, měření rovinnosti a také k orýsování opracovávaného materiálu.

### Úchylkoměr
Slouží k měření odchylky od výchozí hodnoty, referenční nuly. Používá se hlavně při obrábění na obráběcích strojích, např. při vystřeďování obrobků na soustruhu. Rozlišení bývá obvykle 0,01 mm ale i 0,001 mm.

### Tvrdoměr
Protože nástrojař pracuje často s tepelně zpracovaným materiálem může potřebovat i tvrdoměru. Ten slouží ke zjištění tvrdosti měřené součásti či výrobku podle různých stupnic (Rockwell, Brinell, Vickers...). Dříve se vyráběly ve stojanovém provedení, dnes i jako přenosné digitální přístroje. Nejčastěji se v nástrojařství používá zkouška tvrdosti podle Rockwella.

### Drsnoměr
U nástrojařských i jiných strojírenských výrobků může být na výkrese předepsána drsnost povrchu. Existuje velmi mnoho parametrů drsnosti. Nejčastěji se používá se parametr drsnosti Ra udávaný v μm. Vyrábí se hlavně přenosné drsnoměry s dotykovou sondou s rozlišením až 0,001 μm. 